# Dobro Selo (Čitluk)
Pour les articles homonymes, voir Dobro Selo.
Dobro Selo (en cyrillique : Добро Село) est un village de Bosnie-Herzégovine. Il est situé dans la municipalité de Čitluk, dans le canton d'Herzégovine-Neretva et dans la fédération de Bosnie-et-Herzégovine. Selon les premiers résultats du recensement bosnien de 2013, il compte 410 habitants.

## Démographie

### Évolution historique de la population
| 1948 | 1953 | 1961 | 1971 | 1981 | 1991 | 2013 |
| ---- | ---- | ---- | ---- | ---- | ---- | ---- |
| -    | -    | 674  | 670  | 527  | 430  | 410  |

|  |

### Communauté locale
En 1991, la communauté locale de Dobro Selo comptait 680 habitants, répartis de la manière suivante :